# Tla
Tla so spodnja površina sobe ali vozila. Tla se razlikujejo od preproste umazanije v jami do večplastnih površin, izdelanih s sodobno tehnologijo. Tla so lahko kamen, les, bambus, kovina ali kateri koli drug material, ki lahko podpira pričakovano obremenitev. Ravni stavbe se pogosto imenujejo tla, čeprav je ustreznejši izraz nadstropje. Tla so običajno sestavljena iz podstavka za oporo in talne obloge, ki se uporablja za dobro hojo. V sodobnih zgradbah so v tla pogosto vgrajene električne napeljave, vodovodne in druge storitve. Ker morajo tla izpolnjevati številne potrebe, nekatere bistvene za varnost, so tla v nekaterih regijah zgrajena po strogih gradbenih predpisih.

## Posebne talne strukture
Kadar je posebna talna konstrukcija, kot so plavajoča tla, položena na drugo nadstropje, se lahko obe imenujeta kot podtla.
Posebne talne konstrukcije se uporabljajo za številne namene:
- Balkon, ploščad, ki štrli iz stene;

- Plavajoča tla, običajno za zmanjšanje hrupa ali vibracij;

- Steklena tla, kot pri dvigalih s steklenim dnom;

- Tla slavčka oddajo hrup, ko po njih hodi vsiljivec;

- Dvignjeno nadstropje, do komunalnih naprav spodaj je enostavno dostopati;

- Vzmetena tla izboljšujejo delovanje in varnost športnikov in plesalce

## Talne obloge
Talna obloga je izraz, ki na splošno opisuje kateri koli zaključni material, ki se nanese na talno konstrukcijo, da se zagotovi pohodna površina. Tla so splošni izraz za trajno prekrivanje tal ali za delo pri vgradnji take talne obloge. Oba izraza se uporabljata zamenljivo, toda talna obloga se bolj nanaša na ohlapne materiale.
Med talne obloge skoraj vedno spadajo preproge, preproge in prožne talne obloge, kot so linolej ali vinil. Med materiale, ki jih običajno imenujemo tla, so lesena tla, lepljeni les, keramične ploščice, kamen, teraco in različni brezšivni kemični talni premazi.